# Jon Ander Serantes
Jon Ander Serantes (sinh ngày 24 tháng 10 năm 1989) là một cầu thủ bóng đá người Tây Ban Nha.

## Sự nghiệp câu lạc bộ
Jon Ander Serantes hiện đang chơi cho Avispa Fukuoka.